# District historique d'East Camp
Le district historique d'East Camp, en anglais Ester Camp Historic District, est un district historique, situé en Alaska, aux États-Unis. Il a été inscrit au Registre national des lieux historiques en 1987 et représente un lieu important pour l'histoire minière locale. Il est composé de 11 bâtiments et de trois structures aux abords de la ville d'Ester : un atelier de forgeron, le saloon Malemute, appelé ainsi par son propriétaire, Don Pearson en référence au poème de Robert William Service, The shooting of Dan McGrew, une boutique, un hôtel et quelques chalets occupés par les prospecteurs. 

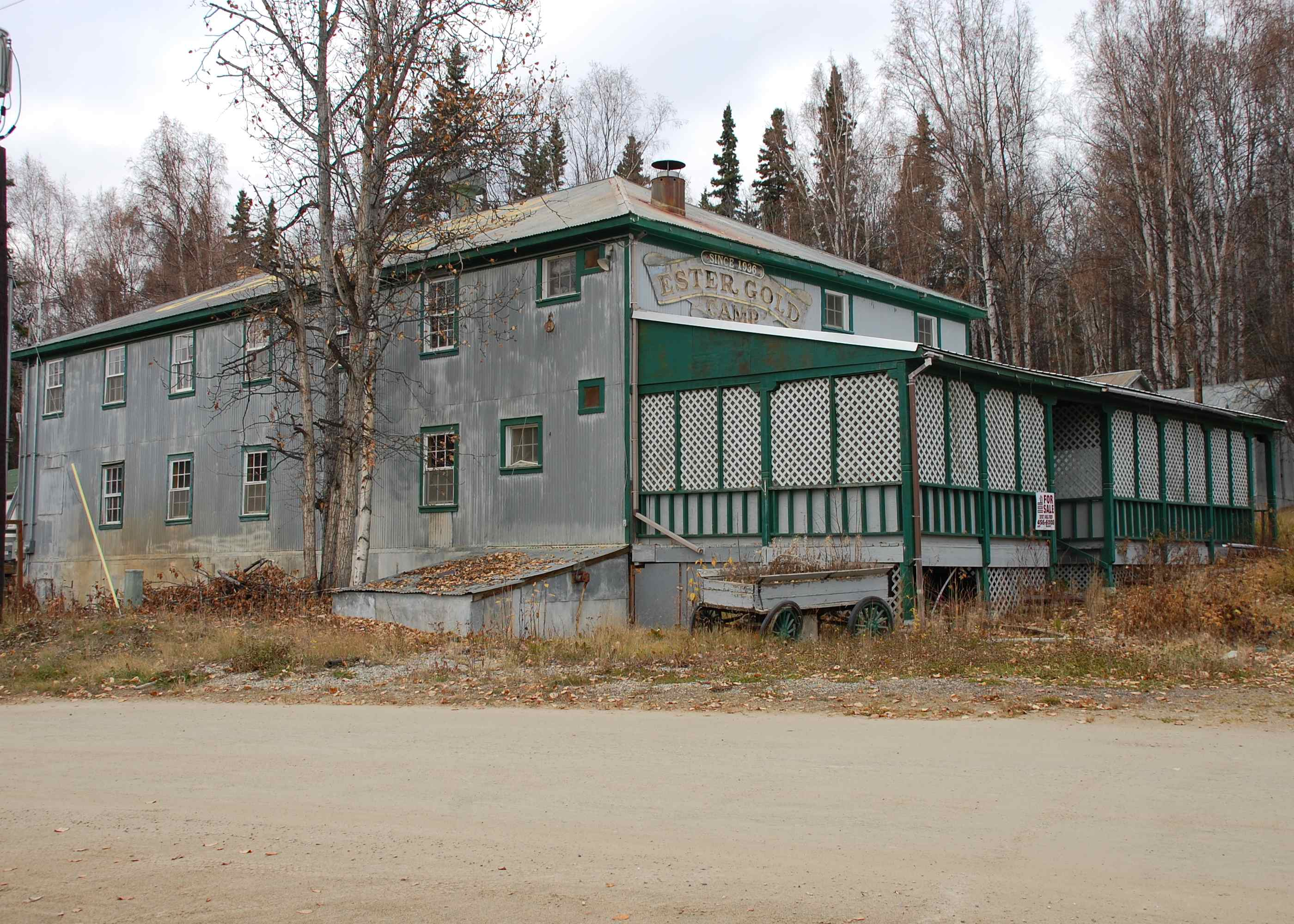
Ester Camp Historic District.

Les périodes durant lesquelles ce camp fut en activité s'échelonnent de 1924 à 1949. L'exploitation privée a fermé en 2007.
Ouvert de fin mai à début septembre, le site historique est actuellement un lieu touristique relié à Fairbanks par des navettes.